# Ezekiel Alebua
Ezekiel Alebua, né en 1946 à Avuavu (Îles Salomon britanniques) et mort le 7 août 2022 à Haimatua (Îles Salomon), est un homme d'État salomonais, Premier ministre des îles Salomon de 1986 à 1989. 
S'il participe avec succès au lancement du Groupe mélanésien Fer de lance en 1988, il reste principalement connu pour son rôle ambigu et essentiellement négatif lors des violences inter-ethniques sur son île natale de Guadalcanal à la fin des années 1990.

## Biographie
Après avoir suivi une formation en administration et en gestion à l'université du Pacifique Sud, Ezekiel Alebua travaille dans l'administration de plusieurs assemblées provinciales aux Salomon, puis se lance en politique. Élu au Parlement national lors des élections législatives de 1980 (en), il est nommé ministre des Affaires étrangères (en) et du Commerce extérieur l'année suivante par le Premier ministre Solomon Mamaloni. Il reste au gouvernement lorsque Peter Kenilorea remplace Mamaloni en 1984 ; le nouveau Premier ministre le nomme vice-Premier ministre (en) et ministre de l'Agriculture, puis ministre des Affaires étrangères. Fin 1986, Kenilorea est accusé sans preuve d'avoir détourné au profit de son village une partie de l'aide financière accordée par la France après le passage du cyclone Namu (en) et démissionne ; Ezekiel Alebua prend alors la tête du gouvernement. Kenilorea devient son vice-Premier ministre. 
Durant son mandat de Premier ministre, Ezekiel Alebua fait face à des premiers actes de violence sur l'île de Guadalcanal, entre autochtones et migrants venus de l'île voisine Malaita. Les premiers accusent les seconds d'occuper trop de terres et d'emplois. Une pétition de la part d'habitants autochtones demande au gouvernement de procéder à la déportation vers Malaita des migrants chômeurs qui squattent des terres à Guadalcanal sans qu'Ezekiel Alebua n'y donne suite. Il perd les élections législatives de 1989 (en), et quitte le pouvoir.

### Carrière politique
En 1998, Ezekiel Alebua devient Premier ministre de la province de Guadalcanal. C'est durant son mandat qu'y éclatent des violences systématiques entre milices ethniques : le mouvement de libération d'Isatabu (en), des autochtones de Guadalcanal, et la Malaita Eagle Force (en) de la communauté malaitane de l'île. S'alignant sur les griefs de la population autochtone, Ezekiel Alebua suggère que la propriété de terres à Guadalcanal soit interdite aux allochtones. Il exige de la part du gouvernement de Bartholomew Ulufa'alu une compensation financière pour les habitants de sa province, pour les violences dont les autochtones sont victimes de la part de la Malaita Eagle Force, et pour la présence de la capitale nationale, Honiara, sur Guadalcanal - présence qui attire les migrants venus d'autres provinces. Son discours pugnace est largement interprété comme une menace de violences si le gouvernement national ignore ces demandes,. Ses demandes étant effectivement ignorées, des groupes de jeunes autochtones emmenés par Harold Keke (en) forment une armée révolutionnaire de Guadalcanal, et s'en prennent systématiquement aux migrants malaitans dans les régions rurales de l'île, contraignant 25 000 d'entre eux à quitter leur foyer voire l'île. Ezekiel Alebua, soupçonné d'avoir orchestré ou encouragé les violences à des fins politiques, affirme que sa proximité avec les rebelles vise à les guider pour un retour à la paix. Au moins six personnes sont tuées. L'économie est durement affectée. L'état d'urgence est décrété, mais la police et le gouvernement national sont dépassés par les événements. Ulufa'alu, fait appel au Commonwealth des Nations, qui envoie l'ancien Premier ministre fidjien Sitiveni Rabuka comme médiateur. Un accord de paix est signé entre les différentes factions le 28 juin 1999 et des compensations financières sont prévues pour les victimes, mais Ezekiel Alebua est bientôt accusé d'avoir détourné à son propre profit une large partie de ces compensations,. Les violences reprennent. Le 1er janvier 2001, Ezekiel Alebua survit à une tentative d'assassinat orchestrée par l'armée révolutionnaire de Guadalcanal. Plus d'une demi-douzaine d'hommes ouvrent le feu sur lui alors qu'il est en voiture, l'atteignant au visage, au torse et au bras,. Il quitte le pouvoir à Guadalcanal en 2003, l'année où la Mission d'assistance régionale aux îles Salomon, menée par l'Australie et la Nouvelle-Zélande à la demande du gouvernement d'Allan Kemakeza, est déployée sur l'île pour ramener la paix et l'ordre.
En juillet 2007, Ezekiel Alebua est condamné à trois ans et demi de prison pour détournement de fonds publics. Il est reconnu coupable d'avoir détourné plus de 194 000 SI$ (l'équivalent de 21 000 euros) en 2000, lorsqu'il était Premier ministre de Guadalcanal.